# Präsenzstudium
Bei einem Präsenzstudium findet im Gegensatz zum Fernstudium das wissenschaftliche Lernen und Forschen des Studiums überwiegend in Lehrveranstaltungen auf dem Campus einer Hochschule statt. Es ist außerdem dadurch gekennzeichnet, dass Lehrende und Lernende zur selben Zeit in einem Raum interagieren.
Im Präsenzstudium sind in der Regel über die Anwesenheit bei Lehrveranstaltungen hinausgehende Leistungen zu erbringen, die außerhalb der Hochschule erarbeitet werden können, so z. B. Prüfungsvorbereitung, Lektüre, Referate, Hausarbeiten und Praktika. 
Seit der Hochschulreform im Rahmen des Bologna-Prozesses wird der gesamte angenommene Arbeitsaufwand im europäischen Hochschulraum in ECTS-Punkten gemessen. Der zeitliche Umfang der Präsenzzeit der Lehrveranstaltungen an der Hochschule wird in Semesterwochenstunden angegeben.